# Digora
Digora (rusky Дигора, osetsky Дигорæ – Digoræ) je město v Severní Osetii-Alanii v Ruské federaci. Při sčítání lidu v roce 2010 měla bezmála jedenáct tisíc obyvatel.

## Poloha
Digora leží na severním okraji Velkého Kavkazu na Ursdonu, levém přítoku Těreku v úmoří Kaspického moře. Od Vladikavkazu, hlavního města republiky, je vzdálena přibližně padesát kilometrů severozápadně.

## Dějiny
Digora byla založena jako aul pokřesťanštělých Osetů v roce 1852 pod jménem Volno-Christianovskij (Во́льно-Христиа́новский). Pak byla známa také jako Novochristianovskoje (Новохристиа́новское) a Christianovskoje (Христиа́новское). Přejmenována na Digoru byla v roce 1934.
Městem je Digora od roku 1964.